# Lomatium ochocense
Lomatium ochocense  ist eine Pflanzenart aus der Gattung Lomatium innerhalb der Familie der Doldenblütler (Apiaceae). Dieser seltene endemisch kommt in Oregon nur in den Ochoco Mountains im Crook County vor. Englischsprachige Trivialnamen sind Ochoco lomatium, Ochoco Desert-parsley.

## Beschreibung

### Vegetative Merkmale
Lomatium ochocense ist eine ausdauernde krautige Pflanze und bleibt mit Wuchshöhen von bis zu 8 Zentimetern relativ klein. Die Pflanze besitzt keinen Caudex. Es wird eine unregelmäßig geformten schwarze Wurzel, die im Durchmesser 3 Zentimeter misst, gebildet.
Die gewöhnlich zwei bis fünf fleischigen glänzenden blaugrünen Laubblätter, von denen die äußeren oft reduziert sind, sind in drei oder fünf, selten sieben einander überlappende Abschnitte geteilt. Die einzelnen Blattlappen sind länglich bis eiförmig geformt und am Ende abgerundet oder zugespitzt. Die Blattstiele sind bis zu 3 Zentimeter lang.

### Generative Merkmale
Die Blütezeit dauert von Mitte März bis Ende April. Lomatium ochocense ist andromonözisch. Je Pflanzenexemplar werden ein bis zwei 4 bis 6 Zentimeter lange Blütenstandsschäfte gebildet. Der doppeldoldige Blütenstand ist  horizontal ausgebreitet. Die zwei bis sechs unregelmäßig angeordneten Strahlen sind ausgebreitet, ein bis sechs von ihnen sind fertil. Die Blütenstiele sind bis zu 4 Millimeter lang. In jedem Dölchen befinden sich 10 bis 15 Blüten. Es gibt etwa acht Hüllblättchen sind bei einer Länge von 2,5 bis 3 Millimetern sowie einer Breite von 0,6 bis 1 Millimetern lanzettlich bis eiförmig.
Die Kelchblätter dreieckig-lanzettlich und 0,1 bis 0,2 Millimeter lang oder fehlend. Die gelben Kronblätter sind bei einer Länge von 1 bis 2 Millimetern oval bis eiförmig. Die Staubblätter reifen uneinheitlich. Die Staubfäden sind 0,2 bis 1,7 Millimeter lang. Die Staubbeutel sind gelb, später weiß und 0,4 bis 0,7 Millimeter lang. Der Fruchtknoten ist glänzend grün. Die Griffel sind 0,8 bis 1,2 Millimeter lang und glänzend sowie gelblich grün.
Die kahlen Doppelachänen sind elliptisch, 5 bis 8 Millimeter lang und 3,5 bis 4,5 Millimeter breit. Die dorsalen Rippen sind fadenförmig, die seitlichen eng dünnflüglig.

## Standortbedingungen
Lomatium ochocense ist auf „Ödland“-Lebensräume (englisch scabland) mit ausgeprägten Felsflächen beschränkt. Zu den mit Lomatium ochocense vergesellschafteten Arten gehören Artemisia rigida, Poa secunda, Allium macrum, Lewisia rediviva, Achnatherum hendersonii und Sedum stenopetalum.
Lomatium ochocense wächst zusammen mit vielen anderen Lomatium-Arten und kann von diesen durch die blaugrünen Blätter mit überlappenden Blättchen unterschieden werden.

## Gefährdung
Obwohl es sich um einen Endemiten mit stark beschränktem Verbreitungsgebiet (10 bis 50 km²) handelt, sind die Populationen hinreichend groß (1996 bis zu 50.000 Exemplare) und auf zum Bureau of Land Management gehörenden Flächen mit geringem Gefährdungspotential angesiedelt. Lomatium ochocense wurde daher und aufgrund mangelhafter Daten über die Populationsentwicklung vorläufig als „stark gefährdet“ („G2“) eingestuft.

## Taxonomie
Exemplare dieser Art wurden 1994 entdeckt. Bereits 1995 wurde der Name Lomatium ochocense durch Richard Helliwell und Lincoln Constance ohne Beschreibung sowie Angabe des Typusmaterials und damit ungültig veröffentlicht, also ein Nomen nudum. In den folgenden Jahren war diese Art Gegenstand genetischer Untersuchungen. Die gültige Erstbeschreibung von Lomatium ochocense Helliwell & Constance erfolgte 2010 durch Richard Helliwell in A new Lomatium (Apiaceae) from the Ochoco Mountains of Central Oregon. In: Journal of the Botanical Research Institute of Texas, Volume 4, Issue 1, Seite 7.